# 头巾

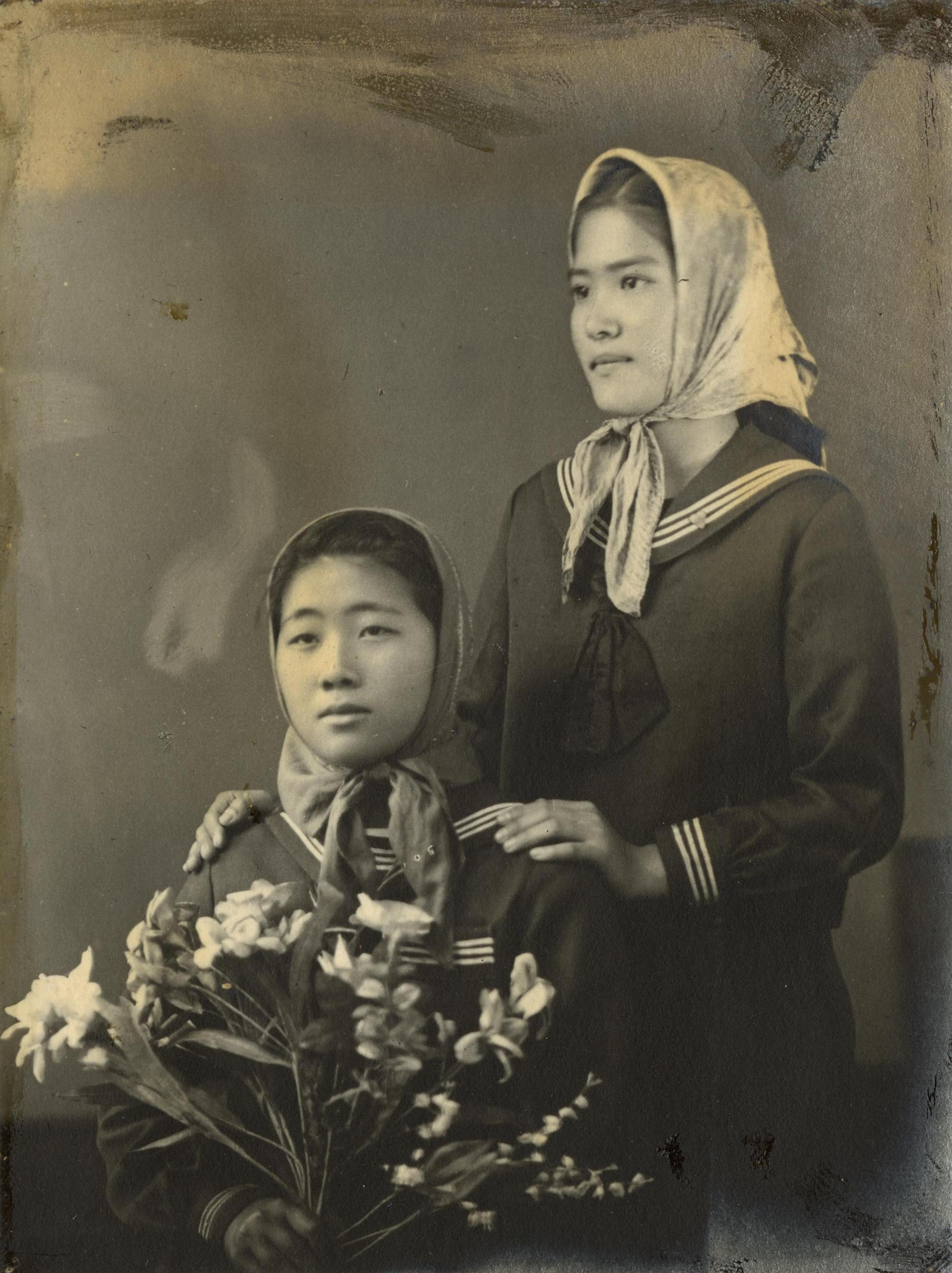
两名戴头巾的台湾女学生，摄于1939年。

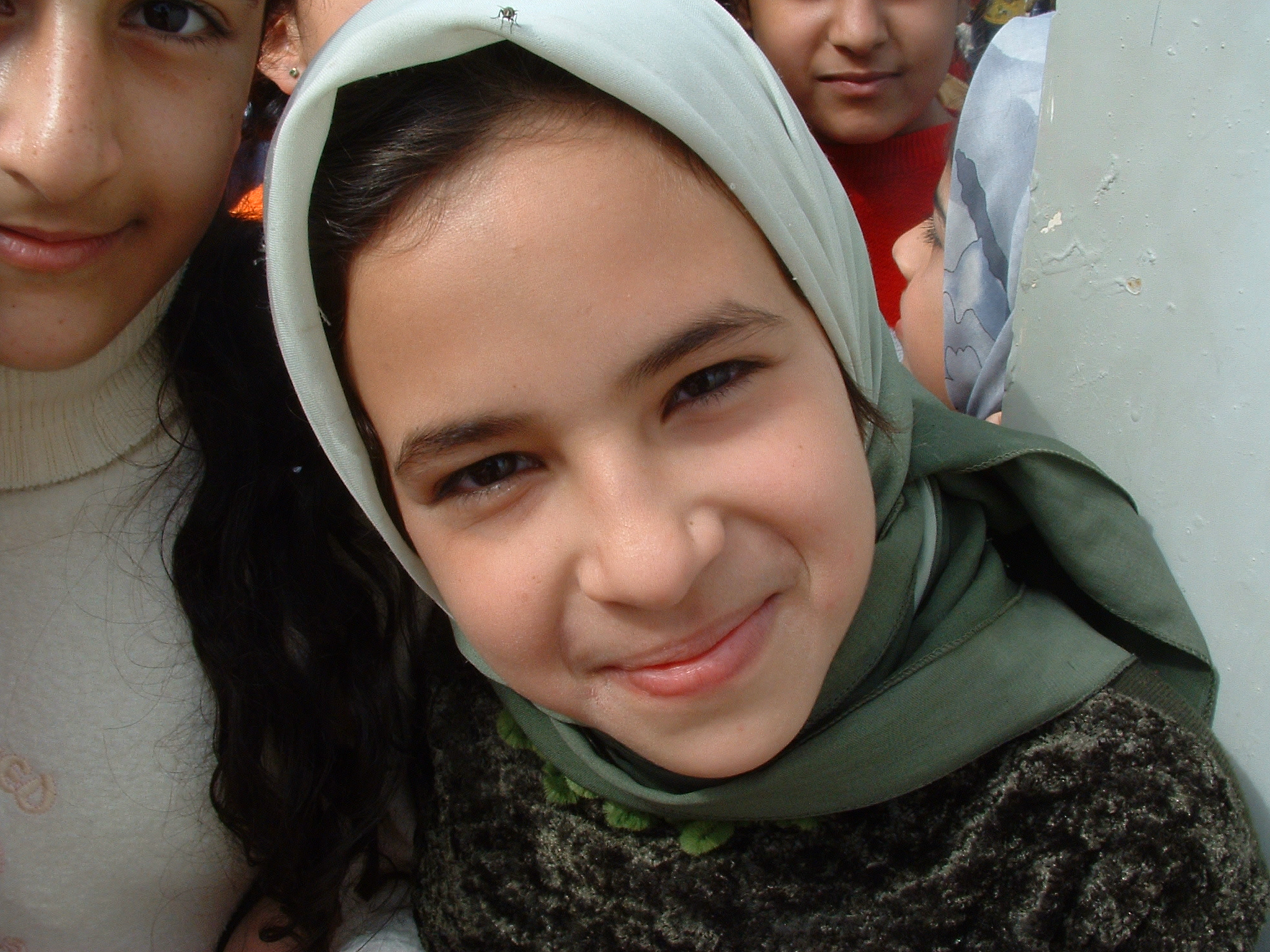
戴着婦女頭巾的伊拉克少女

头巾是圍在头部的巾（波斯語：شال），通常於保暖，也可因美觀、清潔或是宗教而穿戴。
在氣候乾燥、多塵或是空氣污染嚴重的地方，人們可以將一條輕薄的头巾包着頭部，以保持頭髮清潔。隨着時間發展，這種習慣成為了不少文化中女性的潮流服飾。阿拉伯头巾亦是阿拉伯地区标志性服饰。
一些宗教如伊斯蘭教，教義要求女性穆斯林穿戴樸素低調，其中女穆斯林會穿戴俗稱希贾布（hijab）、正稱是喜玛尔（khimar）的頭巾。锡克人的头巾亦是他们著名的标志。